# Martin Veyron

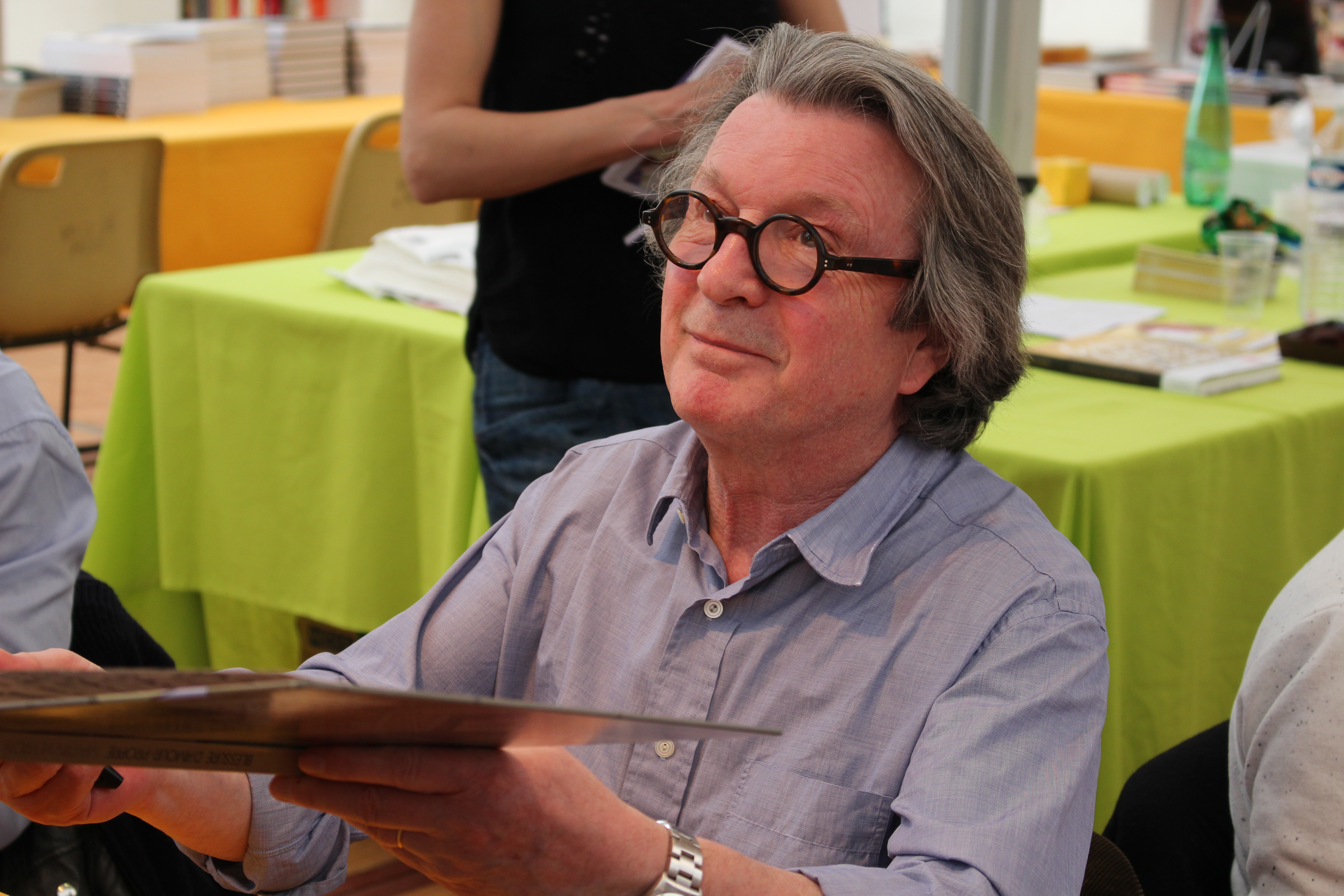
Martin Veyron

Martin Veyron (* 27. März 1950 in Dax) ist ein französischer Comiczeichner und -autor.

## Leben
Er studierte an der École nationale supérieure des arts décoratifs de Paris. Mit Jean-Claude Denis und Caroline Dillard gründete er nach Abschluss des Studiums die Künstlergruppe Imagine. Ab 1977 zeichnete er für L’Écho des Savanes seine erste Comicserie Bernard Lermite (dt. Ludwig Lehmann), die 1981 nach der Einstellung des Magazins in Pilote fortgesetzt wurde. Als Autor arbeitete er an Oncle Ernest mit dem Zeichner Jean-Claude Denis und an der Serie Edmund le Cochon (dt. Edmund, das Schwein, 1985 bei Carlsen) für den Zeichner Jean-Marc Rochette. Seit Beginn seiner Laufbahn zeichnet er Cartoons und Kurzgeschichten für Zeitungen und Zeitschriften, darunter Cosmopolitan, Libération, Paris Match und andere.
Bei seinem Film L'amour propre ne le reste jamais très longtemps aus dem Jahr 1985 erinnert lediglich das Plakat an den Cartoonisten.

## Auszeichnungen
Martin Veyron erhielt 2001 den Grand Prix de la Ville d’Angoulême auf dem Festival International de la Bande Dessinée d’Angoulême.

## Werke (Auswahl)
- 1979–1993 Bernard Lermite (dt. Ludwig Lehmann, 1984 bei Taschen)
- 1978 Oncle Ernest
- 1981 Luc Leroi déménage un peu
- 1983 Executive Woman
- 1987 Bêtes, Sales et Mal Elevés
- 1998 Cru bourgeois
- 2000 Caca rente
- 2004 Trois d'entre elles